# Russula xerampelina
Russula xerampelina (Schaeff.) Fr., Epicrisis Systematis Mycologici (Upsaliae): 356 (1838).
La Russula xerampelina è un fungo basidiomicete emblematico di un folto gruppo di russule caratterizzate da sapore mite, odore di pesce e tendenza a colorarsi di giallo-brunastro allo sfregamento o con l'età, soprattutto sul gambo e sulle lamelle.

## Descrizione della specie
Cappello 
5-12 (30) cm di diametro, prima convesso, poi spianato, 
cuticolanon separabile, viscosa col tempo umido, più o meno liscia,  color carminio-porpora, a volte con sfumature verdastre, brune o gialle
marginesottile, scanalato negli esemplari adulti
 Lamelle 
Fitte, adnate, biancastre o color crema, imbruniscono con l'età, lievemente lardacee al tatto.
 Gambo 
3-8 (12) x 1–4 cm, cilindrico, sottile, liscio, prima sodo poi midolloso, leggermente ingrossato alla base, biancastro con sfumature rosate.
 Carne 
Soda, spessa, bianca, tende ad imbrunire all'aria.
- Odore:  di pesce (aringa o gambero).
- Sapore: mite.

 Spore 
8-11 x 6-8,5 µm, giallo-ocra in massa, allissoidali o arrotondate, verrucose, con creste di 1 µm.

## Habitat
Fungo simbionte micorrizico, cresce in boschi di conifere in estate-autunno.

## Commestibilità
Commestibile mediocre.

## Reazione macrochimica
Con solfato ferroso la carne vira al verdastro.

## Etimologia
Dal greco xeros = secco e amperos = vigna, cioè dal colore della foglia di vite secca.

## Sinonimi e binomi obsoleti
- Agaricus xerampelina Schaeff., Icones 3: tab. 214 (1770)
- Russula alutacea var. erythropus Fr., Hymenomyc. eur. (Upsaliae): 453 (1874)
- Russula erythropus Fr. ex Pelt., Bulletin de la Société Mycologique de France 24: 118 (1908)
- Russula erythropus var. ochracea J. Blum, Bull. trimest. Soc. mycol. Fr. 77: 162 (1961)
- Russula xerampelina var. erythropus (Fr. ex Pelt.) Konrad & J. Favre
- Russula xerampelina (Schaeff.) Fr., Epicrisis Systematis Mycologici (Upsaliae): 356 (1838) var. xerampelina

## Varietà
Sono state descritte molteplici varietà di R. xerampelina, tra le quali:
- Russula xerampelina var. barlae, con cappello giallo-aranciato
- Russula xerampelina var. elaeoides, con cappello verde-oliva con sfumature porpora al margine